# Erythromma
Erythromma és un gènere d'odonats zigòpters de la família Coenagrionidae. Conté les espècies següents:
- Erythromma humerale (Selys, 1887)
- Erythromma lindenii (Selys, 1840) - Ullbau (present als Països Catalans)[1]
- Erythromma najas (Hansemann, 1823)
- Erythromma viridulum (Charpentier, 1840) - Ullviu petit (present als Països Catalans).[1]

## Galeria

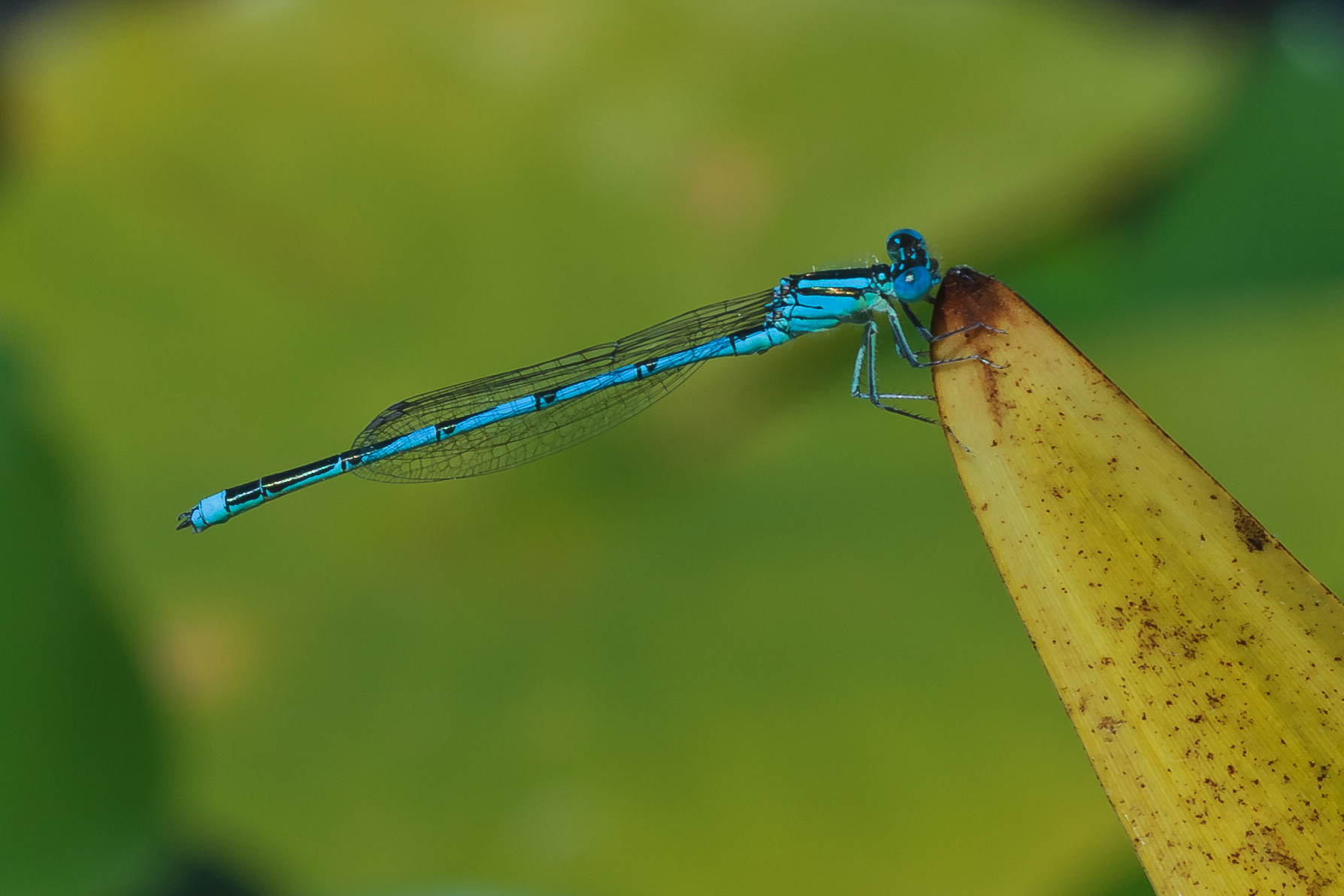
Erythromma lindenii
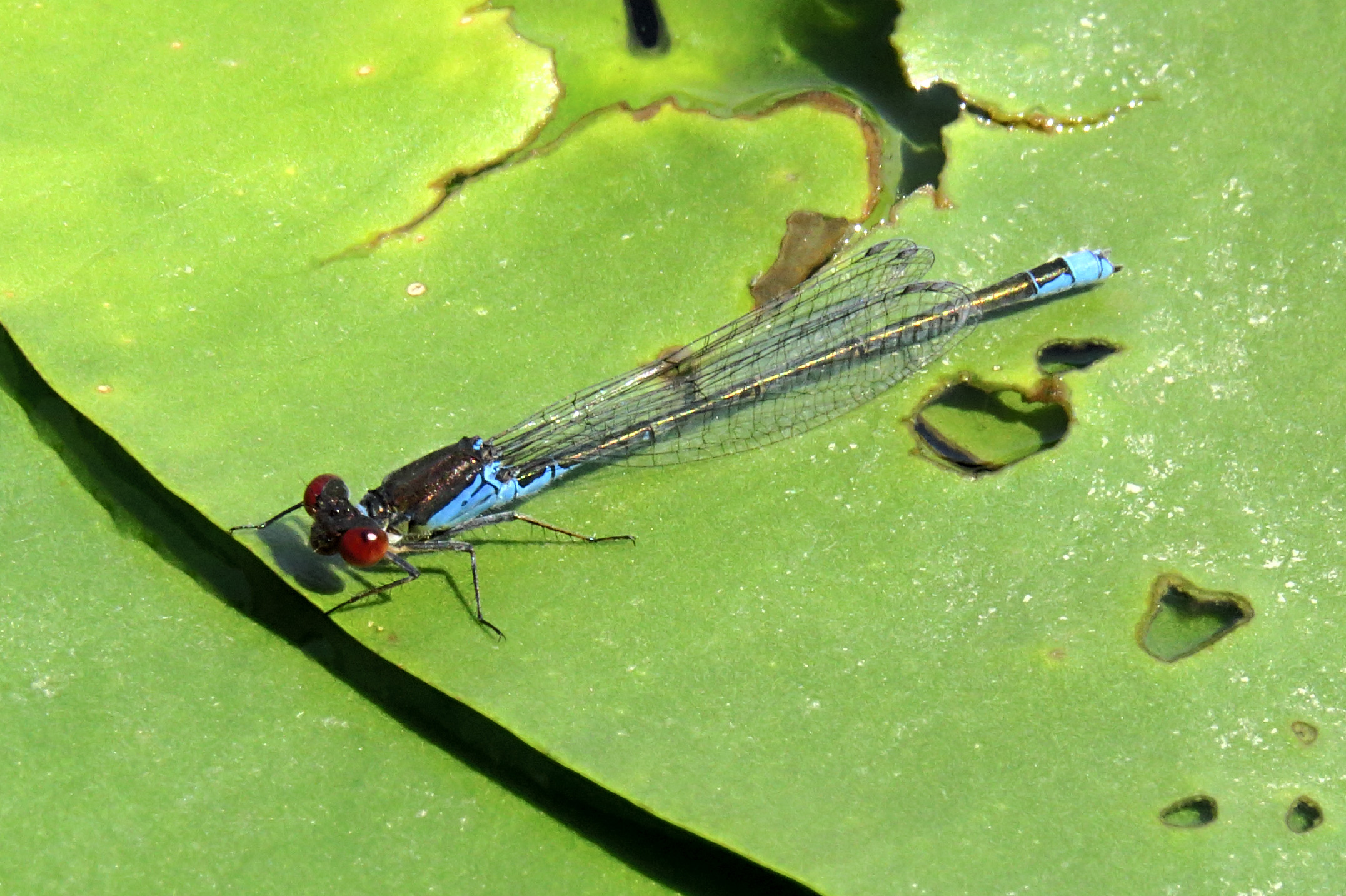
Erythromma viridulum
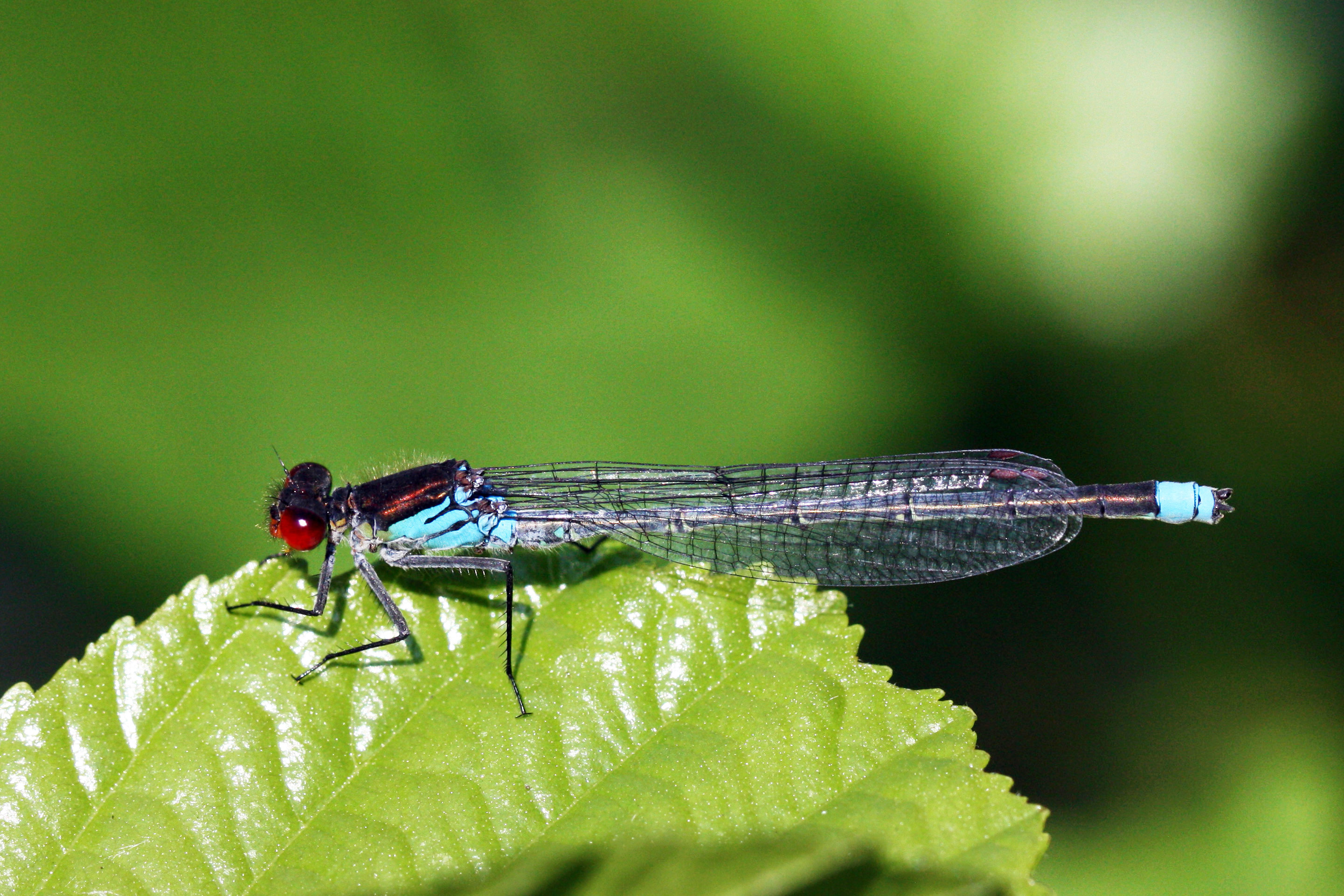
Erythromma najas